# 엔마누엘 레예스
엔마누엘 레예스 플라(스페인어: Enmanuel Reyes Pla, 1992년 12월 14일~)는 쿠바 출신 스페인의 권투 선수이다. 2024년 하계 올림픽에서 남자 헤비급 동메달을 획득했으며 세계 선수권 대회에서 동메달 1개를 획득했다.